# Atlantic Beach (Florida)
Atlantic Beach és una població dels Estats Units a l'estat de Florida. Segons el cens del 2000 tenia 13.368 habitants.

## Demografia
Segons el cens del 2000, Atlantic Beach tenia 13.368 habitants, 5.623 habitatges, i 3.643 famílies. La densitat de població era de 1.383,8 habitants per km².
Dels 5.623 habitatges en un 28,2% hi vivien nens de menys de 18 anys, en un 48,9% hi vivien parelles casades, en un 12,4% dones solteres, i en un 35,2% no eren unitats familiars. En el 26,5% dels habitatges hi vivien persones soles el 9,8% de les quals corresponia a persones de 65 anys o més que vivien soles. El nombre mitjà de persones vivint en cada habitatge era de 2,36 i el nombre mitjà de persones que vivien en cada família era de 2,86.
Per edats la població es repartia de la següent manera: un 22,5% tenia menys de 18 anys, un 7% entre 18 i 24, un 30,9% entre 25 i 44, un 24,3% de 45 a 60 i un 15,4% 65 anys o més.
L'edat mediana era de 39 anys. Per cada 100 dones de 18 o més anys hi havia 91,2 homes.
La renda mediana per habitatge era de 48.353 $ i la renda mediana per família de 53.854 $. Els homes tenien una renda mediana de 37.438 $ mentre que les dones 27.321 $. La renda per capita de la població era de 28.618 $. Entorn del 5,7% de les famílies i el 8,8% de la població estaven per davall del llindar de pobresa.

## Poblacions més properes
El següent diagrama mostra les poblacions més properes.